# اردک‌ماهی (سرده)
اردک‌ماهی (نام علمی: Esox) سرده‌ای از ماهی‌هاست که مانند گونه‌های دیگر خانوادهٔ اردک‌ماهیان ماهی شکارچی و مهاجم است. سر او به شکل پوزه اردک پهن می‌شود و دارای یک دهان با تعداد زیادی دندان تیز می‌باشد. اردک‌ماهی در میان خزه‌های آب‌های تمیز محل زندگیش به دنبال شکار پرسه می‌زند و آماده حمله به هر موجود قابل خوردن مثل پرندگان در حال شنا در سطح آب است.
اردک‌ماهی‌ها می‌توانند تا ماکزیمم طولی معادل ۱۸۳ سانتیمتر رشد نمایند و به حداکثر وزنی معادل ۳۵ کیلوگرم برسند. گزارش شده‌است که این ماهی می‌تواند به سن ۳۰ سالگی برسد. آنها شکلی کشیده و اژدر مانند با سری نوک تیز و دندان‌های برنده همانند اغلب ماهی‌های شکارچی دارند. رنگ آمیزی آنها خاکستری – سبز با خال‌ها یا لکه‌های آشکار است. اشکال روی بدن اردک‌ماهی همانند اثر انگشت می‌باشد و هر کدام با شکل‌ها و الگوهای متفاوت می‌باشند.
اردک‌ماهی از دامنه وسیعی از منابع غذایی تغذیه می‌کند. عمده شکارشان دیگر ماهی‌ها به انضمام انواع خودشان می‌باشد. شکار اصلیشان که همواره در دسترس می‌باشد ماهی کولمه یا Roach می‌باشد. همچنین آنها به شکار ماهیانی همچون سوف حاجی طرخان (Perch)، مارماهی‌ها و کپور ماهیان می‌پردازند. آنها ماهی‌هایی به اندازه یک سوم خودشان را می‌بلعند. اردک‌ماهی‌ها همخوار هستند (همانند ماهی سوف). تقریباً ۲۰ درصد جیره غذایشان را ماهی‌های کوچک‌تر از جنس خودشان تشکیل می‌دهد.

## گونه‌ها
- اردک‌ماهی Esox lucius
- اردک‌ماهی آکیتن Esox aquitanicus
- اردک‌ماهی آمریکایی Esox americanus
- اردک‌ماهی جنوبی Esox cisalpinus
- اردک‌ماهی خال‌خالی Esox reichertii
- اردک‌ماهی زشت Esox masquinongy
- اردک‌ماهی زنجیری Esox niger